# Erginulus simplicipes
Erginulus simplicipes is een hooiwagen uit de familie Cosmetidae.